# Stele Maraş B/20

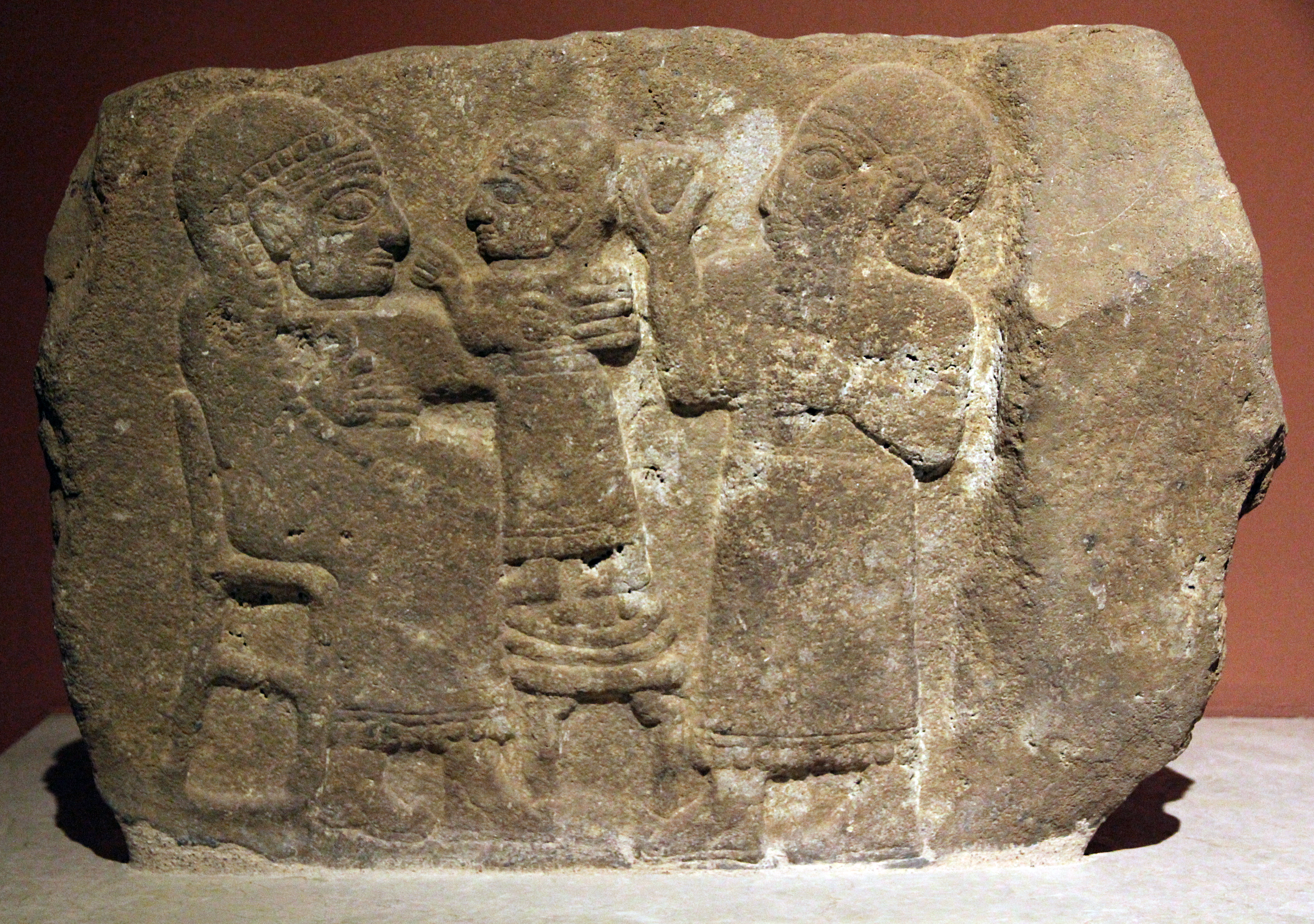
Maraş B/20

Die Stele Maraş B/20 ist ein späthethitisches Relief aus der Südtürkei, wahrscheinlich ein Grabmonument. Sie wurde vor 1962 in der Provinzhauptstadt Kahramanmaraş (früher Maraş) im Stadtteil Yörükselim gemeinsam mit einer weiteren Stele gefunden und ist heute im dortigen Archäologischen Museum ausgestellt. Sie hat die Inventarnummer 214. Bei Orthmann hat sie die Bezeichnung Maraş B/20, Bonatz benennt sie C 62.

## Beschreibung
Der Kalksteinorthostat hat eine Höhe von 60 und eine Breite von 85 Zentimetern bei einer Tiefe von 21 Zentimetern. Dargestellt ist eine Speiseszene mit drei Personen an einem Tisch. Die rechts davon stehende, bärtige Figur ist vermutlich der Familienvater. Er trägt ein langes Gewand mit Gürtel und einer unteren Borte und auf dem Kopf eine runde Kappe. In der erhobenen rechten Hand hält er einen Becher, die linke Hand liegt vor dem Körper und hält zwei Ähren. Links vom Tisch sitzt auf einem Stuhl mit Lehne die Mutter. Sie ist mit einem Umhang bekleidet, der vom Kopf bis zu den Knöcheln reicht. Dessen Rand ist mit einer Borte verziert, die von der Stirn bis zu den Knien sichtbar ist. In der vor der Brust gehaltenen rechten Hand ist ein Gegenstand zu sehen, in dem Winfried Orthmann einen Granatapfel erkennt, während Dominik Bonatz darin eine Spindel mit Rocken sieht. Vor ihr steht, ihr zugewandt, eine wesentlich kleinere Person über dem Speisetisch, bei der es sich wohl um das Kind der beiden handelt. Sie legt ihren linken Arm um das Kind, das ihr wiederum seine geballte rechte Hand entgegenhält. Auch das Kind ist mit einem langen, gegürteten Gewand bekleidet, ähnlich dem des Vaters. Nach Bonatz’ Interpretation ist die sitzende Mutter die verstorbene Person, der das Monument gewidmet ist.
Orthmann ordnet das Bildwerk in die Gruppe Maraş II ein, die er der Periode Späthethitisch II/IIIa zuordnet und damit ins 9. Jahrhundert v. Chr. datiert. Bonatz gibt als Datierung 875–800 v. Chr. an.